# Mörk sånghök
Mörk sånghök (Melierax metabates) är en huvudsakligen afrikansk rovfågel i släktet sånghökar.

## Utseende och läte

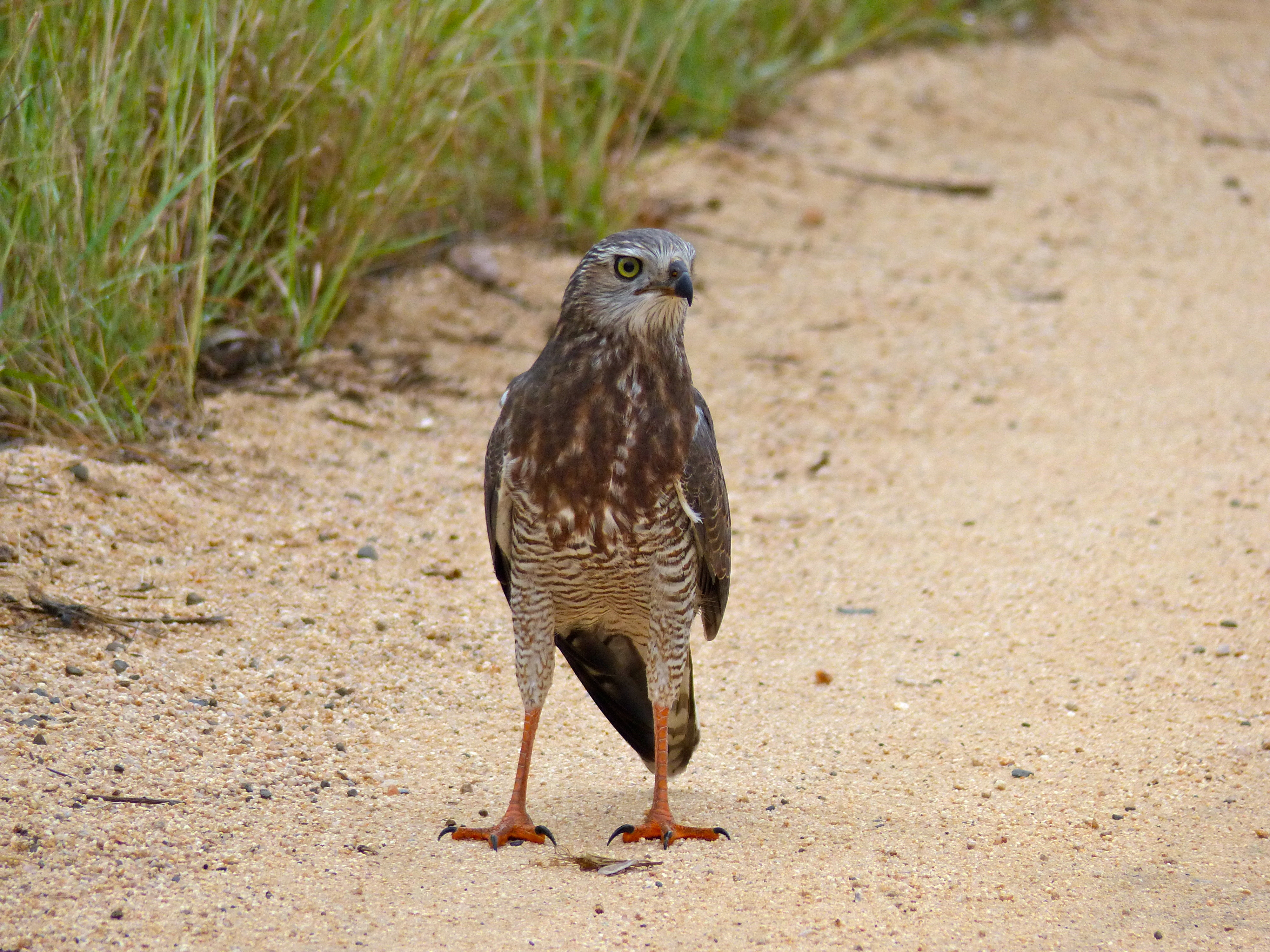
Ungfågel i Kruger National Park i Sydafrika

Mörk sånghök är en stor, långvingad hök, med en längd på 38–48 centimeter och ett vingspann på 105 centimeter. Den adulta fågeln har ljust askgrå ovansida, finvattrade ljusare buk och bandad stjärt i svart och vit. Ovansidan av vingarna är grå med svarta vingspetsar. Dess näbbas och långa benen är klarröda. Den juvenila fågeln är brun på ovansidan och mer grovt vattrad i brunt och vitt. Dess näbbas och ben är gula. Den flyger stelt och mekaniskt. Under häckningssäsongen framför den en flöjtande och visslande sång som gett släktet dess namn.

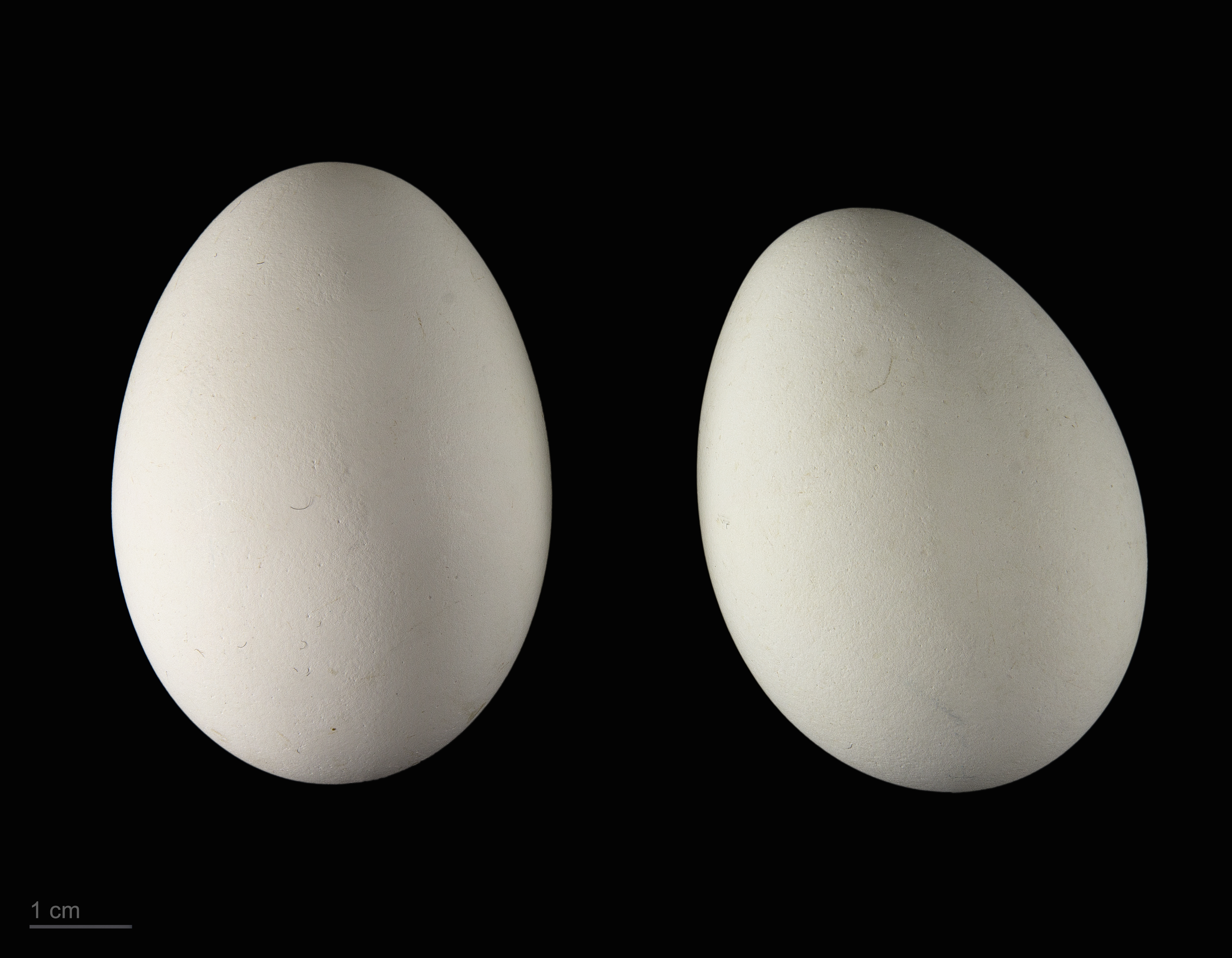
Melierax metabates

## Utbredning och taxonomi
Mörk sånghök är en stannfågel som främst förekommer söder om Sahara, men undviker regnskogen i Kongobäckenet. Det förekommer också en population på Arabiska halvön och en minskande och isolerad population i Marocko. Den har även påträffats i Israel.
Den delas vanligtvis upp i fem underarter med följande utbredning:
- Melierax metabates theresae – sydvästra Marocko
- Melierax metabates neumanni – Mali och österut till norra Sudan
- Melierax metabates ignoscens – sydvästra Arabiska halvön
- Melierax metabates metabates – Senegal och Gambia till Etiopien och söderut till Demokratiska republiken Kongo och norra Tanzania.
- Melierax metabates mechowi – sydöstra Gabon till Angola, södra Tanzania och söderut till norra Namibia och nordöstra Sydafrika.

Underarten neumanni inkluderas ofta i nominatformen metabates.

## Levnadssätt
Den mörka sånghöken förekommer på savann och i öppet skogslandskap. Den undviker tät skog och öken, och ses generellt i fuktigare, frodigare områden än andra sånghökar där utbredningsområdena överlappar.

### Föda
Fågeln lever av större insekter och en mängd olika ryggradsdjur, framför allt däggdjur, fåglar och reptiler. Den fångar ofta sitt byte på marken eller i luften efter ufall från en utkiksplats, men har även setts följa honungsgrävlingar, sydliga hornkorpar, hundar och människor för att fånga djur som skräms upp utmed vägen. Det största påträffade bytet är hjälmpärlhöna och dvärgmangust.

### Häckning
Mörk sånghök bygger sitt rede av pinnar i träd. Den lägger en till två ägg mellan juli och november som ruvas av honan i 36-38 dagar medan hanen jagar åt henne. Ungarna är flygga vid 50 dagars ålder och är självständiga tre till åtta månader senare.

## Status och hot
Arten har ett stort utbredningsområde och en stor population med stabil utveckling. Utifrån dessa kriterier kategoriserar IUCN arten som livskraftig (LC).